# St. George's
St. George's je glavni grad države Grenade. Ima 7.500 stanovnika (stanje 1999.)
St. George's su 1650. osnovali Francuzi. Nakon što je u 18. stoljeću pao u ruke Britanaca, sredinom 1880-ih postaje prijestolnicom Britanskih Privjetrinskih otoka.
Grad je 2004. teško oštetio uragan Ivan, ali je, uz međunarodnu pomoć SAD-a, Kanade i Europske unije, brzo obnovljen.
Godine 2007. u gradu se održavalo Svjetsko prvenstvo u kriketu.

## Vanjske poveznice
- Turistička zajednica Grenade  Arhivirana inačica izvorne stranice od 16. ožujka 2010. (Wayback Machine) (engl.)